# Leiria (freguesia)
Leiria is een plaats (freguesia) in de Portugese gemeente Leiria en telt 13947 inwoners (2001).